# James Bridges
James Bridges foi um diretor de cinema. Seus trabalhos mais notáveis foram The China Syndrome e Urban Cowboy.